# Николайчик, Наталья Николаевна
Наталья Николаевна Николайчик (укр. Наталія Миколаївна Ніколайчик; род. 13 сентября 1986 года, Ровно, Ровенская область, Украинская ССР) — украинская дзюдоистка-паралимпийка. Чемпионка летних Паралимпийских игр 2024 в Париже, бронзовая призёрка летних Паралимпийских игр 2012 в Лондоне и летних Паралимпийских игр 2020 в Токио.

## Биография
Начала заниматься спортом в 1998 году.
30 августа 2012 года на летних Паралимпийских играх 2012 в Лондоне в весовой категории до 52 кг в четвертьфинале проиграла француженке Сандрин Мартине. В утешительном раунде победила японку Сидзуку Хангай, в схватке за третье место — россиянку Алесю Степанюк и завоевала бронзовую медаль.
27 августа 2021 года приняла участие на летних Паралимпийских играх 2020 в Токио в весовой категории до 52 кг. В 1/8 финала победила тайку Метхини Вогчомпху, в четвертьфинале проиграла алжирке Шерин Абделлауи. В утешительном раунде победила азербайджанку Басти Сафарову, в матче за третье место — немку Рамону Бруссиг и стала двукратной бронзовой призёркой Паралимпийских игр.
5 сентября 2024 года стала чемпионкой летних Паралимпийских игр 2024 в Париже в весовой категории до 48 кг (класс J1). В четвертьфинале победила гречанку Эммануэлу Масуру, в полуфинале — бразильянку Росиклейде Силву ди Андраде, в финале — японку Сидзуку Хангай.

## Основные спортивные результаты
| Год  | Турнир                          | Место проведения | Категория    | Место |
| ---- | ------------------------------- | ---------------- | ------------ | ----- |
| 2010 | Чемпионат мира                  | Анталья          | До 52 кг     | 3     |
| 2012 | Летние Паралимпийские игры 2012 | Лондон           | До 52 кг     | 3     |
| 2014 | Чемпионат мира                  | Колорадо-Спрингс | До 52 кг     | 1     |
| 2021 | Летние Паралимпийские игры 2020 | Токио            | До 52 кг     | 3     |
| 2022 | Чемпионат Европы                | Кальяри          | До 48 кг, J1 | 1     |
| 2022 | Чемпионат мира                  | Баку             | До 48 кг, J1 | 1     |
| 2023 | Чемпионат Европы                | Роттердам        | До 48 кг, J1 | 1     |
| 2024 | Летние Паралимпийские игры 2024 | Париж            | До 48 кг, J1 | 1     |

## Награды
- Орден княгини Ольги I степени (2024)[3]
- Орден княгини Ольги II степени (2021)[4]
- Орден княгини Ольги III степени (2012)[5]